# Prudencjusz z Troyes
Prudencjusz z Troyes, (ur. ?, zm. 861) – święty katolicki, biskup.
Urodzony w Hiszpanii kapelan Ludwika I Pobożnego. Od 843 roku piastował urząd biskupa Troyes. Był autorem brewiarza i współautorem Annales Bertiniani, a także zredagował wskazówki do Pisma Świętego. 
Jego wspomnienie w Kościele katolickim obchodzone jest 6 kwietnia.